# ローレンス郡 (オハイオ州)
ローレンス郡（英: Lawrence County）は、アメリカ合衆国オハイオ州の最南部に位置する郡である。2010年国勢調査での人口は62,450人であり、2000年の62,319人から0.2%増加した。郡庁所在地はアイアントン市（人口11,129人）であり、同郡で人口最大の都市でもある。
ローレンス郡はウェストバージニア州とケンタッキー州に跨るハンティントン・アシュランド大都市圏に属している。2000年時点の都市圏人口は 288,649人だった。郡名は「艦を諦めるな」というセリフで名高い米英戦争の海軍士官ジェイムズ・ローレンスに因んで名付けられた。

## 歴史
1796年、この地域の初期開拓者であるルーク・ケリーとその家族、およびメイ・カイザーがオハイオ川沿いのハンギングロックに入植した。ローレンス郡は1816年12月20日に、ガリア郡とサイオト郡の一部を合わせて設立された。郡庁所在地はバーリントンだった。1851年、郡庁はバーリントンから現在のアイアントンに移された。当時新しい郡庁舎が建設されたが、1857年の火事で焼けた。現在の郡庁舎は1908年に建設された。
ローレンス郡民は米墨戦争に出陣し、少なくとも1人が戦死した。南北戦争では1862年までに約3,200人が北軍に参加した。第一次世界大戦では、2,200人の郡民がアメリカ軍に従軍し、99人が戦死した。
開拓が始まったときからローレンス郡は、鉄、木材、石炭、天然ガス、石油、塩など天然資源が豊富だった。20世紀が始まるまでに、これらの多くは枯渇していた。

## 地理
アメリカ合衆国国勢調査局に拠れば、郡域全面積は457.28平方マイル (1,184.3 km2)であり、このうち陸地453.37平方マイル (1,174.2 km2)、水域は3.90平方マイル (10.1 km2)で水域率は0.85%である。ローレンス郡はオハイオ州の最南端に位置している。

### 隣接する郡
- ジャクソン郡 - 北
- ガリア郡 - 北東
- キャベル郡 (ウェストバージニア州) - 南東
- ウェイン郡 (ウェストバージニア州) - 南
- ボイド郡 (ケンタッキー州) - 南西
- グリーナップ郡 (ケンタッキー州) - 南西
- サイオト郡 - 北西

### 国立保護地域
- ウェイン国立の森（部分）

## 人口動態
以下は2000年国勢調査による人口統計データである。
| 基礎データ - 人口: 62,319人 - 世帯数: 24,732 世帯 - 家族数: 17,807 家族 - 人口密度: 53人/km2（137人/mi2） - 住居数: 27,189軒 - 住居密度: 23軒/km2（60軒/mi2） 人種別人口構成 - 白人: 96.55% - アフリカン・アメリカン: 2.09% - ネイティブ・アメリカン: 0.18% - アジア人: 0.19% - 太平洋諸島系: 0.01% - その他の人種: 0.11% - 混血: 0.88% - ヒスパニック・ラテン系: 0.57% 年齢別人口構成 - 18歳未満: 24.5% - 18-24歳: 8.6% - 25-44歳: 28.0% - 45-64歳: 24.5% - 65歳以上: 14.4% - 年齢の中央値: 38歳 - 性比（女性100人あたり男性の人口） - 総人口: 92.2 - 18歳以上: 88.4 | 世帯と家族（対世帯数） - 18歳未満の子供がいる: 32.0% - 結婚・同居している夫婦: 56.0% - 未婚・離婚・死別女性が世帯主: 11.9% - 非家族世帯: 28.0% - 単身世帯: 24.9% - 65歳以上の老人1人暮らし: 11.2% - 平均構成人数 - 世帯: 2.49人 - 家族: 2.96人 収入と家計 - 収入の中央値 - 世帯: 29,127米ドル - 家族: 35,308米ドル - 性別 - 男性: 30,622米ドル - 女性: 20,961米ドル - 人口1人あたり収入: 14,678米ドル - 貧困線以下 - 対人口: 18.9% - 対家族数: 15.2% - 18歳未満: 27.3% - 65歳以上: 12.9% |

## 郡区

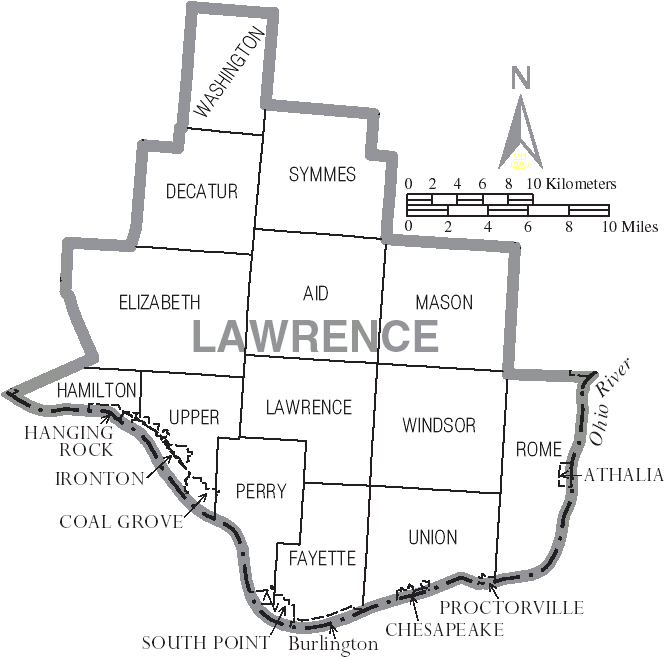
ローレンス郡図

ローレンス郡は下記14の郡区に分割されている。
| - エイド - ディケーター - エリザベス - ファイエット | - ハミルトン - ローレンス - メイソン - ペリー | - ローム - シムズ - ユニオン | - アッパー - ワシントン - ウィンザー |

### 都市
- アイアントン - 郡庁所在地

### 村
| - アサリア - チェサピーク - コールグローブ | - ハンギングロック - プロクタービル - サウスポイント |

### 国勢調査指定地域
- バーリントン

### 未編入の町
| - エトナ - キッツヒル - ペドロ | - ロックキャンプ - スコットタウン | - ウォータールー - ウィロウウッド |